# ユッケジャン
ユッケジャン(朝鮮語: 肉狗醤/육개장、yukgaejang / yook gae jang)は牛肉と色々な野菜、ワラビやモヤシなどをゆっくりゆでた辛味のある料理で、慶尚北道地域の牛肉のスープに由来する。粉トウガラシで味付けし、コショウや塩、砂糖、ゴマ油、醤油などの調味料を添加する。牛肉の代わりに鶏肉を使う場合もあり「タルキュッケジャン」（鶏肉狗醤/닭육개장）または「タッケジャン」（鶏狗醤/닭개장）と呼ぶ。
ユッケジャンの起源は宮廷料理にあり、牛のスープの一つとも見られる。熱くて辛い料理だが、特に伏日の日にあわせて夏場の強壮料理として好んで食べられている。食べる時には、ご飯とキムチを一緒に食べる。

## 参考資料
1. ↑  복날 음식 서민들은 보신탕, 양반은 육개장 2014年7月19日 아시아투데이